# Ellen Lewis Herndon Arthur
Ellen Lewis Herndon Arthur, född 30 augusti 1837 i Fredericksburg, Virginia, död 12 januari 1880, gift med president Chester A. Arthur.
Hon var dotter till William Lewis Herndon, som var kapten i amerikanska flottan och upptäcktsresande i Amazonas. Hon uppfostrades på gammaldags sydstatsmanér, och som 16-åring gjorde hon en rundresa i Europa.
Hon träffade Chester A. Arthur i New York, och de gifte sig 25 oktober 1859. I äktenskapet föddes tre barn, varav ett dog i späd ålder. Mrs Arthur var vacker och kultiverad och hjälpte sin make att utveckla en smak för elegans. Hon avled av lunginflammation i januari 1880, ett par månader innan hennes make nomerinerades till vicepresident, och fick sålunda aldrig uppleva att bli USA:s första dam.
President Arthurs syster Mary McElroy fungerade som värdinna i Vita huset och ställföreträdande USA:s första dam under hans presidenttid.